# Magnus Svensson (floorballspiller)
 For alternative betydninger, se Magnus Svensson. (Se også artikler, som begynder med Magnus Svensson)
Lars Magnus Fredrik Svensson (født 27. maj 1983 i Vinberg, Sverige) er en floorballspiller, som har spillet for Warberg IC siden 2000. Han har vundet Svenska Superligan tre gange med Warberg, i 2005, 2007 og 2008. Svensson har også vundet to Verdensmesterskaber med Sverige i 2004 og 2006. Svensson scorede det vindende mål i overtiden i finalen i 2006 mod Finland.